# Antillas Neerlandesas en los Juegos Olímpicos de Atlanta 1996
Las Antillas Neerlandesas estuvieron representadas en los Juegos Olímpicos de Atlanta 1996 por seis deportistas masculinos que compitieron en cinco deportes.
El portador de la bandera en la ceremonia de apertura fue el judoka Sergio Murray. El equipo olímpico no obtuvo ninguna medalla en estos Juegos.